# シャフベルク山 (ザルツカンマーグート)

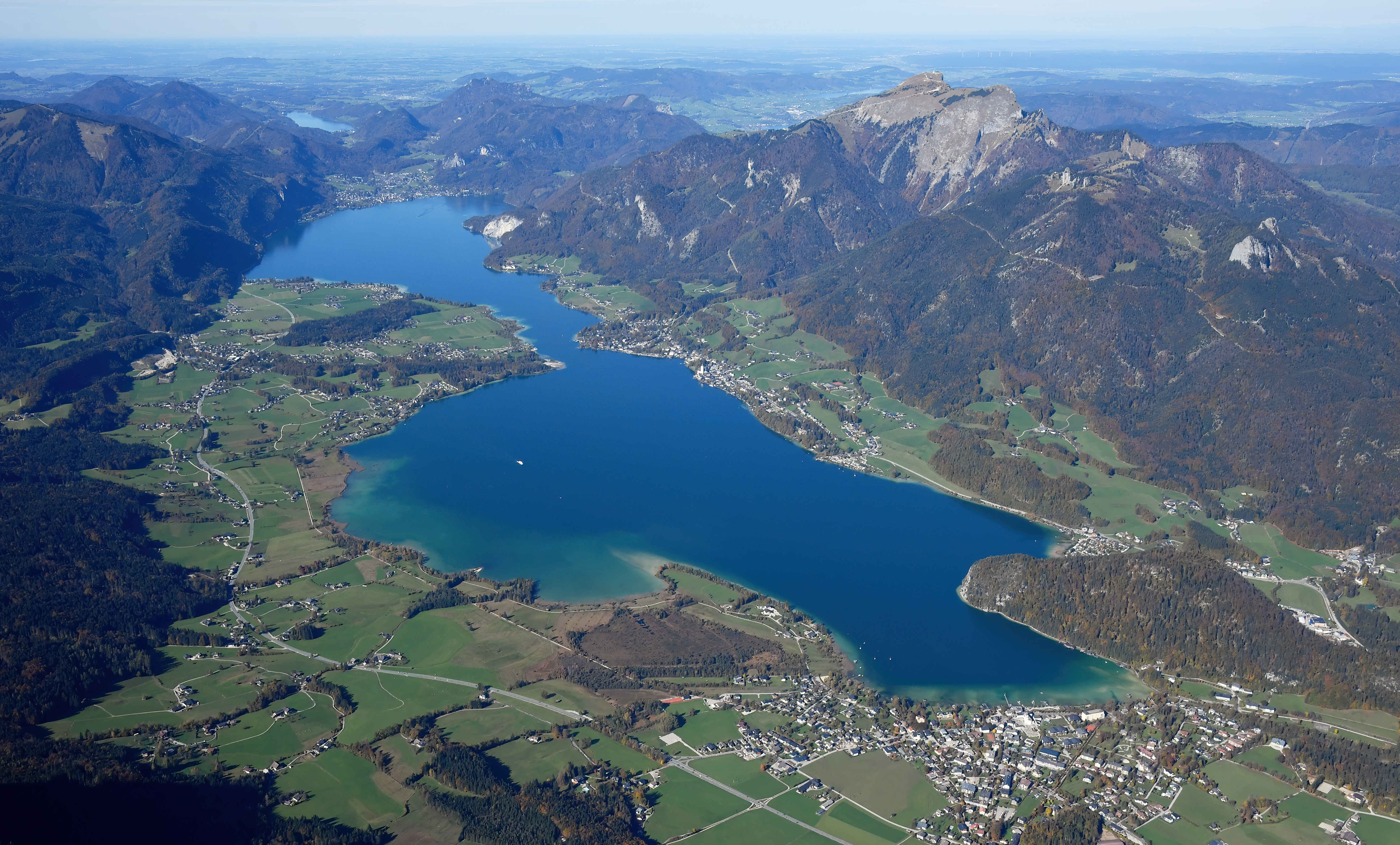
ヴォルフガング湖とシャフベルク山（右上）

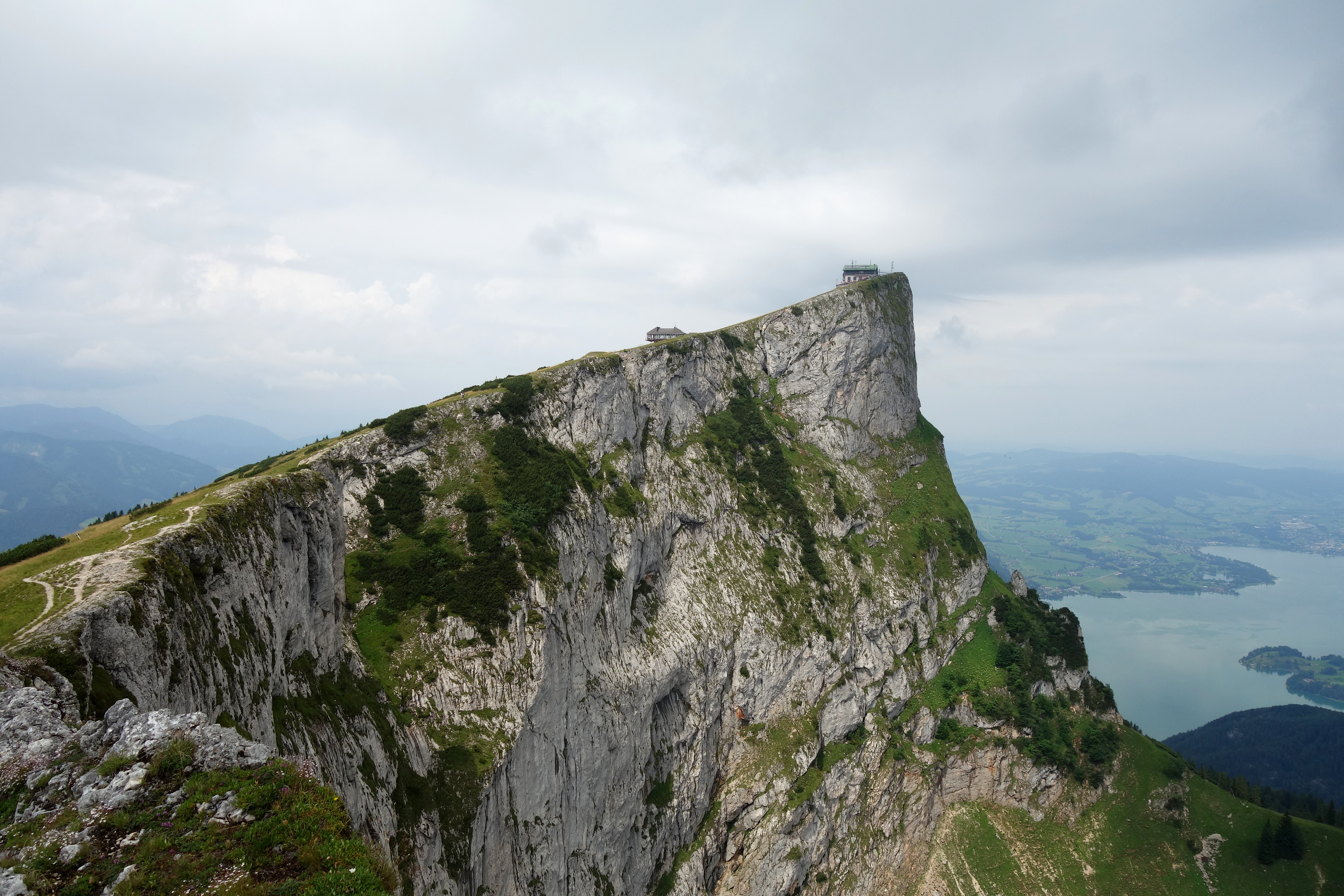
シャフベルク山頂北斜面と後方にヴォルフガング湖を望む

シャフベルク山（シャフベルクさん、ドイツ語: Schafberg）は、オーストリアのザルツブルク州北部とオーバーエスターライヒ州南部に跨り、ザルツカンマーグート地方にある標高1,782mの山である。
シャフベルクという名称は「羊の山」（ドイツ語：Schaf 羊・Berg 山）を意味する。

## 解説
北石灰岩アルプスの北端に位置し、ザルツカンマーグート地方北西部のランドマークとして、また見晴らしの良い場所として人気がある。ヴォルフガング湖、モンド湖、アッター湖の3つの湖に囲まれている。その特徴的な形は、南側が徐々にせり上がり、北側の壁が垂直に落ち込んでいることで、ザルツカンマーグート地方のランドマークとなっている。
シャフベルク山は重要な観光地である。山頂にはオーストリア最古の山岳ホテルがある。オーストリアに現存する3つのアプト式鉄道のひとつであるシャフベルク鉄道は、毎年約17万人の観光客を山頂へと運んでいる。